# SA-10 (Apollo)
Ne doit pas être confondu avec le missile soviétique S-300, désigné « SA-10 » par l'OTAN.
SA-10, pour « Saturn Apollo-10 », également désigné A-105,, (COSPAR ID : 1965-060A, SATCAT No. 1468), fut le dixième et dernier vol du lanceur américain Saturn I et le sixième et dernier vol de sa deuxième version, aussi désignée « Block II ». Il fut également le cinquième et dernier vol à lancer une maquette (aussi désignée « simulateur de masse », ou « boilerplate ») du module de commande Apollo en orbite terrestre basse.
Ce vol fut également le dernier d'une série de trois vols — SA-9, SA-8 et SA-10 — à embarquer un exemplaire de la série de satellites à vocation scientifique Pegasus,, conçus pour étudier et évaluer le danger représenté par les micrométéoroïdes pour les engins spatiaux circulant en orbite basse.

## Objectifs de la mission
Comme lors des deux missions précédentes, les objectifs principaux de la mission étaient la collecte de données sur les micrométéoroïdes, ainsi que la démonstration du fonctionnement du mode de guidage itératif du lanceur et l'évaluation de la précision des divers systèmes embarqués. De même, le lanceur et la charge utile de la mission étaient similaires à ceux du vol précédent SA-8, avec une maquette (boilerplate) du module de service Apollo recevant un « quad » — appelé ainsi car sur le vaisseau Apollo, chaque bloc de RCS contenait quatre petits moteurs — doté de capteurs pour mesurer les contraintes subies pendant le vol.
Le lanceur consistait en un premier étage S-I, un deuxième étage S-IV et une case à instruments (Instruments Unit, IU). Il emportait une maquette du module de commande,,, surnommée « boilerplate » (en français : « tôle d'acier de haute qualité relativement épaisse utilisée dans la construction d'une chaudière »), jouant en fait le rôle de simulateur de masse. Désignée « BP-9 », — pour « Boilerplate-9 » —, elle avait une masse de 4 600 kg et reproduisait la forme et la taille du module de commande « réel » totalement équipé,. Larguée une fois arrivée en orbite, elle était surmontée d'une tour de sauvetage, qui devait elle être larguée plus tôt pendant l'ascension, juste après la séparation entre le premier et le deuxième étages. L'ensemble était fixé au sommet d'un module de service factice réalisé en aluminium, lui-même fixé au S-IV via un adaptateur. Le satellite, d'une masse de 1 451,5 kg et mesurant 5,28 × 2,13 × 2,41 m, était replié sur lui-même, enfermé à l'intérieur du module de service et fixé à l'adaptateur, ce dernier étant fixé au deuxième étage de la fusée. La maquette du module de commande servait ainsi également de carénage pour protéger le satellite. Une fois arrivé en orbite, l'ensemble formé par le deuxième étage — vidé de ses ergols —, la case à équipements, l'adaptateur, le module de service factice et le satellite, avait une masse de 10 500 kg. La configuration était telle que ces éléments restaient attachés une fois arrivés en orbite, le satellite se déployant depuis l'intérieur du module de service factice ; seule la maquette du module de commande devait se séparer du reste de la fusée et évoluer sur une orbite différente,. Le satellite Pegasus 3 avait les mêmes dimensions que les deux exemplaires précédents de la série Pegasus. Lorsque les panneaux de capteurs du satellite étaient déployés, l'envergure atteignait 29,3 m.

## Vol

### Préparation pré-vol
L'étage S-IV arriva à Cap Canaveral le 8 mai 1965, tandis que l'étage S-I et la case à équipements le 1er juin,. Le satellite Pegasus 3, troisième et dernier de la série des satellites Pegasus, arriva le 21 juin 1965.
Afin d'accueillir les vols des missions suivantes, réalisés à l'aide du nouveau lanceur Saturn IB, la NASA avait décidé d'appliquer des modifications au pas de tir LC-37B,. Ces modifications devant débuter en août, la date limite pour le lancement avait été fixée au 31 juillet 1965, ce qui donna relativement peu de temps aux équipes au sol pour préparer le vol,.

### Lancement
Un test complet du compte-à-rebours fut effectué le 27 juillet, celui-ci se déroulant sans le moindre incident.
Le compte-à-rebours final du lancement fut mis en route le 29 juillet 1965 puis, à 13 h 0 min 0 s UTC), la fusée décolla depuis le pas de tir LC-37B (en), à Cap Canaveral,,,,,, réalisant un vol proche de la perfection,. Il n'y eut qu'un seul arrêt technique du compte-à-rebours avant le lancement. D'une durée de 30 minutes, il fut utilisé pour s'assurer que l'horaire du décollage corresponde bien avec l'ouverture de la fenêtre de lancement.
Le lancement fut nominal et, approximativement 10 min 30 s après le décollage, le vaisseau spatial fut inséré sur une orbite de 528 × 531 km, avec une inclinaison à 28.8° et une période orbitale de 95,2 minutes. La tour de sauvetage fut larguée pendant l'ascension, tandis que la maquette du module de commande fut larguée vers une orbite différente de celle du lanceur, afin de ne pas perturber les mesures scientifiques du satellite Pegasus. La masse totale placée en orbite était de 15 621 kg, dont 1 423,6 kg pour le satellite seul. Un peu moins d'une minute après le largage du module de commande, le satellite Pegasus 3 déploya ses ailes. Les officiels de la NASA calculèrent l'heure de lancement afin d'éviter des interférences dans les communications avec les deux Pegasus, lancés précédemment, qui étaient toujours en orbite et utilisaient la même fréquence (136,89 Mhz) pour rester en liaison avec le sol,. Pegasus 3 fut inséré en orbite à un angle de 120° — soit un tiers d'orbite — par rapport à son prédécesseur.

## Analyse post-lancement
La trajectoire du vol fut proche de celle prévue, avec une orbite très circulaire et un vol quasiment parfait,,. La capsule Apollo — servant de carénage pour le satellite — se sépara du reste de la fusée 816 s après le lancement, puis le déploiement des longs panneaux de détecteurs du satellite débuta 40 s plus tard. La durée de vie prévue du satellite en orbite devait être de 720 jours. Il fut retiré du service le 29 août 1968.
Comme lors des deux vols précédents, Pegasus 3 n'enregistra pas beaucoup d'impacts de micrométéoroïdes, ce qui permit aux scientifiques de se rendre compte que les micrométéoroïdes ne représentaient pas forcément un grand danger pour les futurs vaisseaux Apollo. Le vaisseau resta en orbite jusqu'au 4 août 1969, avant de retomber dans l'atmosphère et s'écraser dans l'océan.
La mission fut déclarée réussie, car tous les objectifs — principaux et secondaires — fixés avaient été atteints,,.